# Adnan Terzić

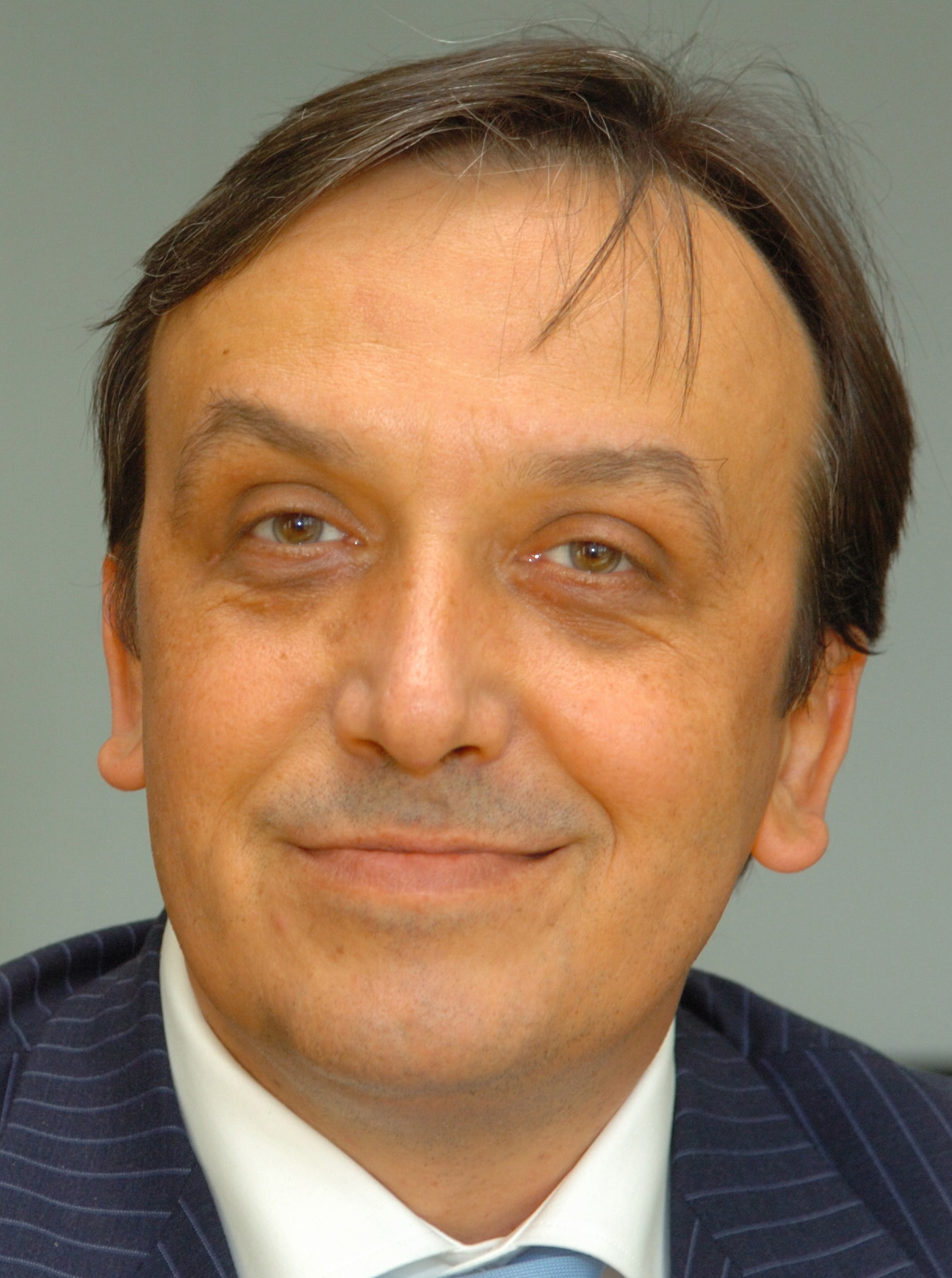
Adnan Terzić

Adnan Terzić (* 5. April 1960 in Zagreb, Jugoslawien, heute Kroatien) ist ein bosnisch-herzegowinischer Politiker, der vom 5. Oktober 2002 bis zum Januar 2007 Ministerpräsident von Bosnien und Herzegowina war.
Nach einer Ausbildung zum Bauingenieur studierte Terzić Politikwissenschaften an der Universität Sarajevo. Von 1991 bis 2009 war er Mitglied der bosniakischen Partei der demokratischen Aktion. Seit 2010 ist er Mitglied der Partei Savez za bolju budućnost Bosne i Hercegovine.
Von 1997 bis 1998 und von 2000 bis 2001 war er Gouverneur des Kantons Zentralbosnien. Seit dem 25. Mai 2017 ist er Vorsitzender des Verwaltungsrats des öffentlichen Straßenbauunternehmens JP Autoceste der Föderation Bosnien und Herzegowina.